# Hispânia Ulterior

A divisão da Península Ibérica conforme se foi dando o avanço da conquista romana

Hispânia Ulterior (em latim: Hispania Ulterior) foi uma província romana fundada durante a República Romana, mais precisamente em 197 a.C.. A conquista romana iniciou-se a sudeste da Península Ibérica e foi avançando para noroeste, a um ritmo lento. Nela estavam situadas as cidades de Córduba (Córdoba), Munda, Gades (Cádis) e mais tarde Olisipo (Lisboa). Um dos momentos de maior oposição ao movimento romano foram os obstáculos levantados durante as Guerras Lusitanas (entre 155 e 139 a.C.).
Em 27 a.C., o imperador Augusto dividiu a Hispânia Ulterior nas províncias Lusitânia, como província imperial, e Bética, como província senatorial.

## História
Depois de perder o controle da Sicília, Sardenha e Córsega na Primeira Guerra Púnica, Cartago começou a se expandir para o sul da Península Ibérica. Logo depois, a Segunda Guerra Púnica começou. Grande parte da guerra envolveu a Hispânia até que Cipião Africano tomou o controle de Aníbal e os cartagineses na Batalha de Ilipa em 206 a.C.; quatro anos depois, Cartago se rendeu e cedeu seu controle da região a Roma depois da derrota de Cartago em 201 a.C..